# Анна (мінісеріал)
«Анна» (італ. Anna) — італійський драматичний телесеріал, написаний і режисований Нікколо Амманіті. Це адаптація однойменного постапокаліптичного роману Амманіті, опублікованого в 2015 році.

## Сюжет
«Червона» епідемія, викликана вірусом з Бельгії, стала причиною смерті всіх дорослих. Імунітет до нього мають лише діти до досягнення ними статевої зрілості. Анна — тринадцятирічна дівчинка, яка після смерті матері всіляко намагається захистити свого маленького братика Астора. Щоб вберегти його від зовнішніх небезпек, вона тримає його ізольовано в сімейному домі, а сама йде на пошуки їжі та припасів.
Одного разу Астора викрадає банда дітей «Синіх». Анна змушена вирушити на пошуки молодшого брата. Їй вдається знайти схованку «Синіх» і серед багатьох дітей вона помічає Астора. Також вона знайомиться з підлітком на ім'я П'єтро, який рятує її від загибелі. На чолі «Синіх» стоять старші хлопці, пофарбовані в білий колір, щоб приховати «червоні» прояви хвороби, які поступово проявляється на їхніх тілах. Лідером групи є Анжеліка, яка легітимізує свою владу завдяки обіцянці ліків через «Піччіріддуну», єдину дорослу людину, що залишилася в живих, оскільки вона гермафродит (особливість, яка, певним чином, повинна була зупинити вірус, який активується через гормони) і яку вона тримає в полоні.
Після успішного проходження прослуховування, схожого на прослуховування X Factor, Анну приймають на віллу, де живуть «Сині» та «Білі». Її ловлять, коли вона намагається переконати Астора втекти з нею. Намагаючись втекти від «Синіх» її кусає гадюка. Хоча в цьому немає необхідності, Піччіріддуна за наказом Анжеліки ампутує Анні руку.
Астор шкодує, що не послухався своєї сестри, і таємно зустрічається з нею. Їй вдається вмовити його тікати, сказавши йому знайти П'єтро. Піччіріддуна, чиє справжнє ім'я Катя, дізнається, що під час вечірки Анжеліка планує спалити її живцем, а потім з'їсти її прах разом зі своїми підлеглими. Тому вона об'єднується з Анною, щоб зірвати цей план. В день вечірки, доки «Сині» та «Білі» займаються підготовкою, Катя та Анна топлять Анжеліку у ванні.
Наступного ранку Анна нарешті вільна піти. Коли вона приходить до П'єтро, то дізнається, що Астора немає з ним і що, на жаль, у нього розвинулися симптоми «червоної» епідемії. Разом вони вирушають у довгу подорож через зруйновану Сицилію, поки не досягають Етни, де П'єтро, який при смерті, марно намагається покінчити життя самогубством. Анна з жалем душить його двома поліетиленовими пакетами.
Потім, нарешті, вона знову знаходить Астора. Брат та сестра, знову возз'єднавшись, поставили собі за мету на водному велосипеді перетнути Мессінську протоку, щоб дістатися до «континенту» та дізнатися, чи справді хтось із дорослих уникнув епідемії та знайшов ліки.

## Акторський склад

### Головний акторський склад
- Джулія Драготто — Анна Салемі, 13-річна сицилійка дівчина.
- Алессандро Пекорелла — Астор, молодший брат Анни.
- Елена Лієтті — Марія Грація, мати Анни й Астора.
- Роберта Маттеї — Катя, таємнича жінка, відома як «Пічіріддуна».
- Джованні Мавілья в ролі П'єтро, хлопчика-підлітка, який подружився з Анною.
- Клара Трамонтано в ролі Анжеліки, дівчини-підлітка, яка керує бандою «Блакитних» і «Білих».
- Вівіана Моччіаро в ролі Анни в дитинстві.
- Нікола Мангано в ролі Астора в дитинстві.

### Другорядний акторський склад
- Коррадо Фортуна — Даміано, батько Астора
- Джованні Кальканьо — Марко Салемі, батько Анни
- К'яра Мускато в ролі вчительки Анни
- Даніло і Даріо Ді Віта в ролі братів-близнюків Маріо і Паоло
- Томмазо Раньо — батько близнюків
- Міріам Далмазіо в ролі Джіневри
- Матильда Софія Фаціо в ролі Анжеліки в дитинстві
- Сара Чокка в ролі «Білосніжки»
- Оро де Коммарк в ролі «Попелюшки»
- Еліза Мікколі в ролі «Червоної шапочки»
- Лудовіко Кольнаго в ролі П'єтро в дитинстві
- Адель Перна — мати П'єтро
- Вінченцо Маскі — Нуччі
- Нікола Ночелла — Саверіо
- Серджо Альбеллі в ролі папи